# Kronendurchlass

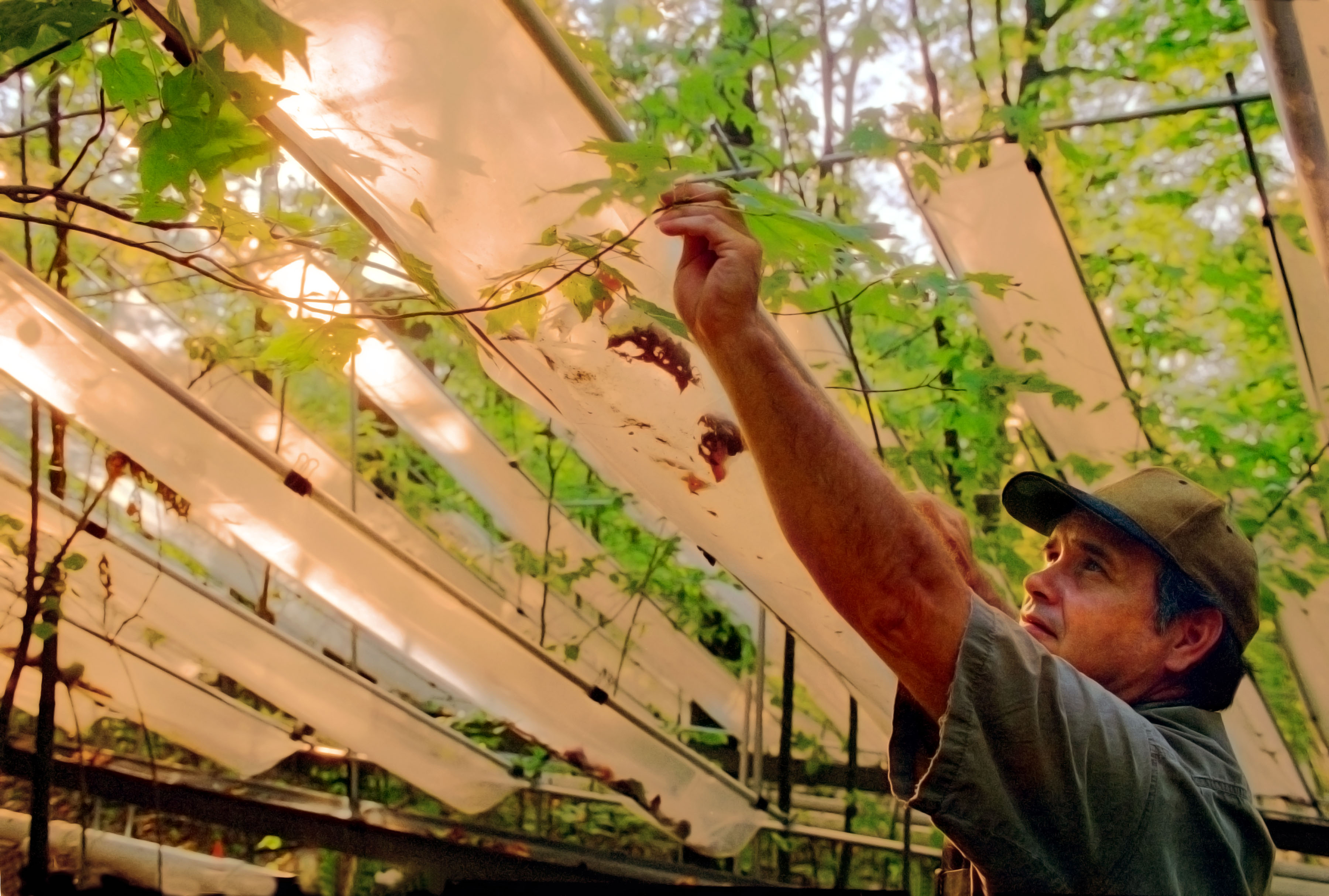
Vorrichtung zur Messung des Kronendurchlasses, Oak Ridge National Laboratory

Als Kronendurchlass bezeichnet man in der Hydrologie den Niederschlag, der durch das Kronendach eines Baumbestandes fällt.
Zusammen mit dem Stammabfluss ergibt er den Bestandsniederschlag, das heißt den Niederschlag unter einem Kronen- bzw. Blätterdach. Dieser ist in der Regel geringer als der Niederschlag über dem Bestand bzw. über freiem Boden, da er durch Interzeption verringert wird. In Wolken- und Nebelwäldern kann es jedoch durchaus so sein, dass die Vegetation zusätzliches Wasser aus den Wolken auskämmt und der Bestandsniederschlag deutlich erhöht ist.